# Roche (Isère)
 Roche  es una población y comuna francesa, en la región de Ródano-Alpes, departamento de Isère, en el distrito de La Tour-du-Pin y cantón de La Verpillière.

## Demografía
| 862 | 866 | 875 | 1028 | 1243 | 1548 |
| Para los censos de 1962 a 1999 la población legal corresponde a la población sin duplicidades (Fuente: INSEE [Consultar]) |     |     |      |      |      |